# M'Banza Kongo
M'Banza Kongo er en by i den nordlige del af Angola. Byen har et indbyggertal på ca. 148.000 (2014) indbyggere. Den er hovedby i provinsen Zaire.